# Азиатско-Тихоокеанский демократический союз
Азиатско-Тихоокеанский демократический союз (англ. Asia Pacific Democrat Union, APDU) — международное объединение партий Азиатско-Тихоокеанского региона, придерживающихся консервативной идеологии, и являющееся региональным отделением Международного демократического союза.
Штаб-квартира расположена в Кингстоне, пригороде Канберры (Австралийская столичная территория). Председатель (с 2005 года) — Ранил Викрамасингхе (премьер-министр Шри-Ланки, Объединённая национальная партия).

## Члены
В настоящее время организация объединяет 13 политических партий из 13 стран Азиатско-Тихоокеанского региона.
| Страна               | Партия                                    | Оригинальное название                 | Идеология                 | Места в нижней палате | Места в верхней палате | Статус      |
| -------------------- | ----------------------------------------- | ------------------------------------- | ------------------------- | --------------------- | ---------------------- | ----------- |
| Австралия            | Либеральная партия Австралии              | англ. Liberal Party of Australia      | либеральный консерватизм  | 40 из 151             | 25 из 76               | В оппозиции |
| Бангладеш            | Националистическая партия Бангладеш       | бенг. বাংলাদেশ জাতীয়তাবাদী দল                  | национал-консерватизм     | 7 из 350              | —                      | В оппозиции |
| Индия                | Индийская народная партия                 | хинди भारतीय जनता पार्टी                    | хиндутва                  | 240 из 543            | 87 из 245              | Правящая    |
| Индонезия            | Партия национального пробуждения          | индон. Partai Kebangkitan Bangsa      | панчасила                 | 48 из 560             | —                      | В оппозиции |
| Канада               | Консервативная партия Канады              | англ. Conservative Party of Canada    | либеральный консерватизм  | 119 из 338            | 12 из 105              | В оппозиции |
| Китайская Республика | Гоминьдан                                 | кит. 中國國民黨                       | суньятсенизм              | 52 из 113             | —                      | Правящая    |
| Республика Корея     | Сила народа                               | кор. 국민의힘                         | национал-консерватизм     | 108 из 300            | —                      | Правящая    |
| Мальдивы             | Мальдивская демократическая партия        | мальд. ދިވެހިރައްޔިތުންގެ ޑިމޮކްރެޓިކް ޕާޓީ            | исламская демократия      | 12 из 93              | —                      | В оппозиции |
| Монголия             | Демократическая партия                    | монг. Ардчилсан нам                   | либеральный консерватизм  | 42 из 126             | —                      | Правящая    |
| Непал                | Национально-демократическая партия        | непальск. राष्ट्रिय प्रजातन्त्र पार्टी           | хиндутва                  | 14 из 275             | —                      | В оппозиции |
| Новая Зеландия       | Национальная партия Новой Зеландии        | англ. New Zealand National Party      | правый либерализм         | 49 из 123             | —                      | Правящая    |
| Сальвадор            | Националистический республиканский альянс | исп. Alianza Republicana Nacionalista | национал-консерватизм     | 2 из 60               | —                      | В оппозиции |
| США                  | Республиканская партия                    | англ. The Republican Party            | американский консерватизм | 218 из 435            | 53 из 100              | Правящая    |
| Таиланд              | Демократическая партия                    | тайск. พรรคประชาธิปัตย์                  | классический либерализм   | 25 из 500             | —                      | В оппозиции |
| Чили                 | «Национальное обновление»                 | исп. Renovación Nacional              | либеральный консерватизм  | 22 из 155             | 9 из 50                | В оппозиции |
| Шри-Ланка            | Объединённая национальная партия          | синг. එක්සත් ජාතික පක්ෂය                   | либеральный консерватизм  | 3 из 225              | —                      | В коалиции  |
| Филиппины            | Националистическая партия                 | филипп. Partido Nacionalista          | национал-консерватизм     | 38 из 316             | 4 из 24                | Правящая    |
| Япония               | Либерально-демократическая партия         | яп. 自由民主党                        | национал-консерватизм     | 255 из 465            | 116 из 248             | Правящая    |